# UNI ISO 3534-1
La norma UNI ISO 3534-1 è la versione in lingua italiana curata dall'UNI, della prima parte delle norme terminologiche della serie ISO 3534. In particolare la norma ISO 3534-1 definisce i termini relativi alla teoria della probabilità e alla statistica generale.

## Storia
La norma UNI ISO 3534-1 costituisce l'adozione in Italia della norma internazionale ISO 3534-1, edizione giugno 1993. La norma ISO 3534-1:1993 era stata elaborata dal Comitato Tecnico ISO/TC 69 "Applicazione dei metodi statistici". La traduzione in lingua italiana era stata curata dall'UNI. Data di entrata in vigore: 29 febbraio 2000.
Il 20 ottobre 2006 è entrata in vigore una nuova versione della norma internazionale ISO 3534-1; anche di questa versione è in corso la traduzione in lingua italiana da parte dell'UNI che ha inoltre l'intenzione di sostituire la vecchio versione con una nuova edizione in versione bilingue italiana-inglese.

## Scopo e campo di applicazione
La prima parte della ISO 3534 definisce i termini relativi alla teoria della probabilità e alla statistica generale, affinché possano essere utilizzate nella redazione di altre norme. I termini sono classificati nelle seguenti sezioni principali:
- Sezione 1 - Termini utilizzati nella teoria della probabilità
- Sezione 2 - Termini statistici generali
- Sezione 3 - Termini generali relativi alle osservazioni e ai risultati di prova
- Sezione 4 - Termini generali relativi ai metodi di campionamento

Per alcuni di questi termini ne sono definiti anche i simboli, elencati in una appendice («Appendice A - Simboli utilizzati nella presente parte della ISO 3534»).

### Termini utilizzati nella teoria della probabilità
| Numero paragrafo | Voce |
| ---------------- | --- |
| 1.1              | probabilità                                                                                                 |
| 1.2              | variabile casuale; variabile aleatoria                                                                      |
| 1.3              | distribuzione di probabilità                                                                                |
| 1.4              | funzione (cumulativa della distribuzione)                                                                   |
| 1.5              | funzione di densità di probabilità (per una variabile casuale continua)                                     |
| 1.6              | funzione di concentrazione della probabilità                                                                |
| 1.7              | funzione cumulativa bivariata                                                                               |
| 1.8              | funzione cumulativa multivariata                                                                            |
| 1.9              | distribuzione di probabilità marginale                                                                      |
| 1.10             | distribuzione di probabilità condizionata                                                                   |
| 1.11             | indipendenza                                                                                                |
| 1.12             | parametro                                                                                                   |
| 1.13             | correlazione                                                                                                |
| 1.14             | quantile; frattile                                                                                          |
| 1.15             | mediana |
| 1.16             | quartile |
| 1.17             | moda |
| 1.18             | speranza matematica; valore atteso; media                                                                   |
| 1.19             | speranza matematica marginale                                                                               |
| 1.20             | speranza matematica condizionata                                                                            |
| 1.21             | variabile casuale centrata                                                                                  |
| 1.22             | varianza |
| 1.23             | scarto tipo o scarto quadratico medio                                                                       |
| 1.24             | coefficiente di variazione                                                                                  |
| 1.25             | variabile casuale centrata ridotta                                                                          |
| 1.26             | momento di ordine q rispetto ad un'origine                                                                  |
| 1.27             | momento di ordine q rispetto all'origine a                                                                  |
| 1.28             | momento centrale di ordine q                                                                                |
| 1.29             | momento congiunto di ordine q ed s rispetto all'origine                                                     |
| 1.30             | momento congiunto di ordine q ed s rispetto all'origine a, b                                                |
| 1.31             | momento centrale congiunto di ordine q ed s                                                                 |
| 1.32             | covarianza                                                                                                  |
| 1.33             | coefficiente di correlazione                                                                                |
| 1.34             | curva di regressione                                                                                        |
| 1.35             | superficie di regressione                                                                                   |
| 1.36             | distribuzione uniforme; distribuzione rettangolare                                                          |
| 1.37             | distribuzione normale; distribuzione di Laplace-Gauss                                                       |
| 1.38             | distribuzione normale centrata ridotta; distribuzione di Laplace-Gauss centrata ridotta                     |
| 1.39             | distribuzione chi-quadrato; distribuzione                                                                   |
| 1.40             | distribuzione t; distribuzione di Student                                                                   |
| 1.41             | distribuzione F                                                                                             |
| 1.42             | distribuzione log-normale                                                                                   |
| 1.43             | distribuzione esponenziale                                                                                  |
| 1.44             | distribuzione gamma                                                                                         |
| 1.45             | distribuzione beta                                                                                          |
| 1.46             | distribuzione di Gumbel; distribuzione dei valori estremi del I tipo                                        |
| 1.47             | distribuzione di Fréchet; distribuzione dei valori estremi del II tipo                                      |
| 1.48             | distribuzione di Weibull; distribuzione dei valori estremi del III tipo                                     |
| 1.49             | distribuzione binomiale                                                                                     |
| 1.50             | distribuzione binomiale negativa                                                                            |
| 1.51             | distribuzione di Poisson                                                                                    |
| 1.52             | distribuzione ipergeometrica                                                                                |
| 1.53             | distribuzione normale bivariata; distribuzione di Laplace-Gauss bivariata                                   |
| 1.54             | distribuzione normale bivariata centrata ridotta; distribuzione di Laplace-Gauss bivariata centrata ridotta |
| 1.55             | distribuzione multinomiale                                                                                  |

### Termini statistici generali
| Numero paragrafo | Voce                                                                       |
| ---------------- | -------------------------------------------------------------------------- |
| 2.1              | elemento; entità                                                           |
| 2.2              | caratteristica                                                             |
| 2.3              | popolazione                                                                |
| 2.4              | oggetto del campionamento                                                  |
| 2.5              | sottopopolazione                                                           |
| 2.6              | valore osservato                                                           |
| 2.7              | classe (cella)                                                             |
| 2.8              | limiti della classe; confini della classe                                  |
| 2.9              | centro della classe                                                        |
| 2.10             | ampiezza della classe                                                      |
| 2.11             | frequenza (assoluta)                                                       |
| 2.12             | frequenza (assoluta) cumulativa                                            |
| 2.13             | frequenza relativa                                                         |
| 2.14             | frequenza relativa cumulativa                                              |
| 2.15             | distribuzione di frequenza                                                 |
| 2.16             | distribuzione di frequenza univariata                                      |
| 2.17             | istogramma                                                                 |
| 2.18             | grafico a barre; diagramma a barre                                         |
| 2.19             | poligono di frequenza cumulativa                                           |
| 2.20             | distribuzione di frequenza bivariata                                       |
| 2.21             | diagramma a punti                                                          |
| 2.22             | tabella di frequenza a doppia entrata; tabella di contingenza              |
| 2.23             | distribuzione di frequenza multivariata                                    |
| 2.24             | distribuzione di frequenza marginale                                       |
| 2.25             | distribuzione di frequenza condizionata                                    |
| 2.26             | media aritmetica                                                           |
| 2.27             | media aritmetica ponderata; media ponderata                                |
| 2.28             | mediana                                                                    |
| 2.29             | escursione centrale                                                        |
| 2.30             | escursione                                                                 |
| 2.31             | escursione media                                                           |
| 2.32             | scarto medio (assoluto)                                                    |
| 2.33             | varianza                                                                   |
| 2.34             | scarto quadratico medio                                                    |
| 2.35             | coefficiente di variazione                                                 |
| 2.36             | momento di ordine q rispetto all'origine                                   |
| 2.37             | momento centrale di ordine q                                               |
| 2.38             | momento congiunto di ordine q ed s rispetto all'origine                    |
| 2.39             | momento centrale congiunto di ordine q ed s                                |
| 2.40             | covarianza                                                                 |
| 2.41             | coefficiente di correlazione                                               |
| 2.42             | curva di regressione                                                       |
| 2.43             | superficie di regressione                                                  |
| 2.44             | coefficiente di regressione                                                |
| 2.45             | statistica; grandezza statistica                                           |
| 2.46             | statistica ordinata; grandezza statistica ordinata                         |
| 2.47             | tendenza                                                                   |
| 2.48             | successione                                                                |
| 2.49             | stima (operazione)                                                         |
| 2.50             | stimatore                                                                  |
| 2.51             | stima (risultato)                                                          |
| 2.52             | errore di stima                                                            |
| 2.53             | errore di campionamento                                                    |
| 2.54             | vizio dello stimatore                                                      |
| 2.55             | stimatore non viziato                                                      |
| 2.56             | errore tipo                                                                |
| 2.57             | intervallo di confidenza (o fiducia) bilaterale                            |
| 2.58             | intervallo di confidenza (o fiducia) unilaterale                           |
| 2.59             | coefficiente di confidenza (o fiducia); livello di confidenza (o fiducia): |
| 2.60             | limite di confidenza (o fiducia)                                           |
| 2.61             | intervallo statistico di copertura                                         |
| 2.62             | limiti statistici di copertura                                             |
| 2.63             | bontà di adattamento di una distribuzione                                  |
| 2.64             | valori anormali                                                            |
| 2.65             | test statistico; verifica statistica                                       |
| 2.66             | ipotesi nulla e ipotesi alternativa                                        |
| 2.67             | ipotesi semplice                                                           |
| 2.68             | ipotesi composta                                                           |
| 2.69             | test non parametrico                                                       |
| 2.70             | livello di significatività (di un test); soglia di significatività         |
| 2.71             | regione critica                                                            |
| 2.72             | valore critico                                                             |
| 2.73             | test unilaterale                                                           |
| 2.74             | test bilaterale                                                            |
| 2.75             | errore di prima specie                                                     |
| 2.76             | probabilità dell'errore di prima specie                                    |
| 2.77             | errore di seconda specie                                                   |
| 2.78             | probabilità dell'errore di seconda specie                                  |
| 2.79             | potenza di un test                                                         |
| 2.80             | funzione di potenza di un test                                             |
| 2.81             | curva di potenza                                                           |
| 2.82             | funzione caratteristica operativa di un test (funzione OC)                 |
| 2.83             | curva operativa caratteristica                                             |
| 2.84             | risultato significativo                                                    |
| 2.85             | gradi di libertà                                                           |
| 2.86             | test chi quadrato; test                                                    |
| 2.87             | test t; test di Student                                                    |
| 2.88             | test F                                                                     |
| 2.89             | ripetizione                                                                |
| 2.90             | replicazione                                                               |
| 2.91             | casualizzazione                                                            |
| 2.92             | cause non identificabili                                                   |

### Termini generali relativi alle osservazioni e ai risultati di prova
| Numero paragrafo | Voce                                         |
| ---------------- | -------------------------------------------- |
| 3.1              | grandezza (misurabile)                       |
| 3.2              | valore vero (di una grandezza)               |
| 3.3              | valore vero convenzionale (di una grandezza) |
| 3.4              | valore di riferimento accettato              |
| 3.5              | misurando                                    |
| 3.6              | valore osservato                             |
| 3.7              | risultato di prova                           |
| 3.8              | errore del risultato                         |
| 3.9              | errore casuale del risultato                 |
| 3.10             | errore sistematico del risultato             |
| 3.11             | accuratezza                                  |
| 3.12             | esattezza                                    |
| 3.13             | vizio (scostamento sistematico)              |
| 3.14             | precisione                                   |
| 3.15             | ripetibilità                                 |
| 3.16             | condizioni di ripetibilità                   |
| 3.17             | scarto tipo di ripetibilità                  |
| 3.18             | limite di ripetibilità                       |
| 3.19             | differenza critica di ripetibilità           |
| 3.20             | riproducibilità                              |
| 3.21             | condizioni di riproducibilità                |
| 3.22             | scarto tipo di riproducibilità               |
| 3.23             | limite di riproducibilità                    |
| 3.24             | differenza critica di riproducibilità        |
| 3.25             | incertezza                                   |

### Termini generali relativi ai metodi di campionamento
| Numero paragrafo | Voce                                                                         |
| ---------------- | ---------------------------------------------------------------------------- |
| 4.1              | unità campionaria                                                            |
| 4.2              | campione                                                                     |
| 4.3              | numerosità del campione                                                      |
| 4.4              | campionamento                                                                |
| 4.5              | procedimento di campionamento                                                |
| 4.6              | campionamento con reintroduzione (reimmissione); campionamento non esaustivo |
| 4.7              | campionamento senza reintroduzione (reimmissione); campionamento esaustivo   |
| 4.8              | campione casuale                                                             |
| 4.9              | campione casuale semplice                                                    |
| 4.10             | sottocampione                                                                |
| 4.11             | divisione del campione                                                       |
| 4.12             | campione duplicato                                                           |
| 4.13             | stratificazione                                                              |
| 4.14             | campionamento stratificato                                                   |
| 4.15             | campionamento sistematico                                                    |
| 4.16             | campionamento sistematico periodico                                          |
| 4.17             | intervallo di campionamento                                                  |
| 4.18             | campionamento a grappolo                                                     |
| 4.19             | campionamento a più stadi; campionamento a nido; campionamento in cascata    |
| 4.20             | campionamento a grappolo a più stadi                                         |
| 4.21             | campione primario                                                            |
| 4.22             | campione secondario                                                          |
| 4.23             | campione finale                                                              |
| 4.24             | frazione di campionamento                                                    |
| 4.25             | prelievo elementare                                                          |
| 4.26             | provetta                                                                     |
| 4.27             | campionamento da una massa alla rinfusa                                      |
| 4.28             | campione aggregato                                                           |
| 4.29             | campione globale                                                             |
| 4.30             | preparazione di un campione                                                  |
| 4.31             | campione di laboratorio                                                      |
| 4.32             | campione di prova; campione di analisi                                       |